# 2566 Kirghizia
2566 Kirghizia è un asteroide della fascia principale. Scoperto nel 1979, presenta un'orbita caratterizzata da un semiasse maggiore pari a 2,4489172 UA e da un'eccentricità di 0,0792356, inclinata di 5,08081° rispetto all'eclittica.
L'asteroide è dedicato al Kirghizistan, attraverso la romanizzazione dell'esonimo in russo (Киргизия).